# 新井茂雄
新井 茂雄（あらい しげお、1916年（大正5年）8月8日 - 1944年（昭和19年）7月19日）は、静岡県出身の日本の男子競泳選手。1936年ベルリンオリンピック800mフリーリレー金メダリスト、100m自由形銅メダリスト。戦前の日本競泳界を牽引した選手のひとり。
1941年に佐藤宣子と結婚したため、自身は「佐藤茂雄」とも名乗っていた。なお2人の間に一女が生まれているが、早世している。

## 略歴
静岡県沼津市出身。静岡県立浜松農蚕学校から立教大学へと進学し、1936年ベルリンオリンピック800メートルリレーで金メダルを、100メートル自由形で銅メダルを獲得した。特に800メートルリレーでは遊佐正憲、田口正治、杉浦重雄とチームを組み、新井はアンカーで泳ぎ2位のアメリカを大きく引き離して8分51秒5の世界新記録をマークするなどの圧勝ぶりでもあった。
このベルリンオリンピックリレーの優勝を讃えられ、新井も遊佐、田口、杉浦と共に1936年度の朝日スポーツ賞を受賞した。
新井はのちに第二次世界大戦で日本陸軍へ入隊し、1944年（昭和19年）7月19日にビルマ戦線で戦死した。享年27歳。新井の没後の1997年（平成9年）に国際水泳殿堂表彰者となった。

## 主な実績
- 1932年日本選手権　100m自由形優勝[6]　200m自由形2位
- 1936年ベルリンオリンピック　100m自由形3位　800mリレー優勝
- 1937年日本選手権　100m自由形優勝[6]　200m自由形優勝[7]
- 1937年全国学生水上競技大会　100m自由形優勝[8]　200m自由形優勝[9]　200mリレー優勝
- 1938年日本選手権　200m自由形優勝[7]　400m自由形優勝[10]
- 1938年全国学生水上競技大会　100m自由形優勝[8]　200m自由形優勝[9]　800mリレー優勝
- 1939年日本選手権　100m自由形優勝[6]　200m自由形優勝[7]
- 1939年全国学生水上競技大会　100m自由形優勝[8]　200m自由形優勝[9]　200mリレー優勝
- 1940年日本選手権　100m自由形優勝[6]　200m自由形優勝[7]
- 1940年全国学生水上競技大会　100m自由形優勝[8]　200mリレー優勝
- 1941年全国学生水上競技大会　100m自由形優勝[8]　200mリレー優勝　800mリレー優勝